# AMC Ambassador
AMC Ambassador – samochód osobowy klasy wyższej produkowany pod amerykańską marką AMC w latach 1966 – 1974.

## Pierwsza generacja

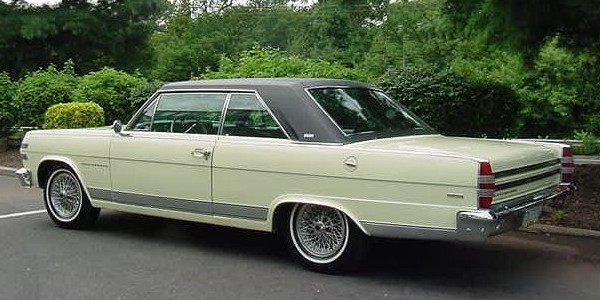
AMC Ambassador I - tył

AMC Ambassador I został zaprezentowany po raz pierwszy w 1966 roku.
W międzyczasie cyklu produkcyjego czwartej generacji Ramblera Ambassadora, koncern American Motors zdecydował się przemianować swoją ofertę modelową z marki Rambler na AMC. W efekcie, poczynając od 1966 roku model Ambassador oferowany był już pod inną nazwą przez kolejny rok, do 1967 roku.
Pod kątem wizualnym AMC Ambassador pierwszej generacji nie odróżniał się od modelu ze znaczkiem Ramblera, zachowując podwójne pionowo umieszczone reflektory i przetłoczenia na panelach bocznych.

### Silnik
- L6 3.8l
- V8 4.7l
- V8 5.4l

## Druga generacja

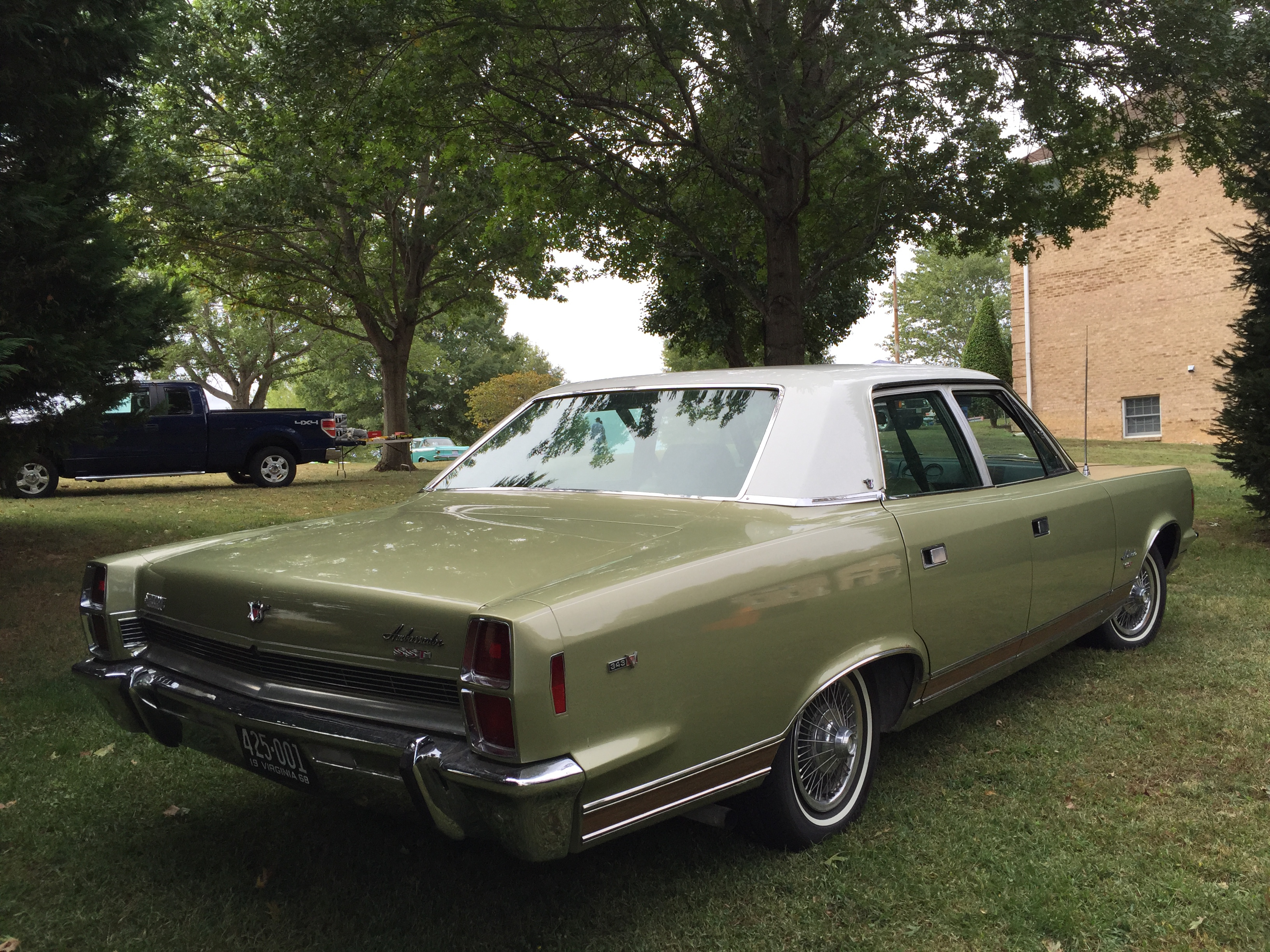
AMC Ambassador II - tył

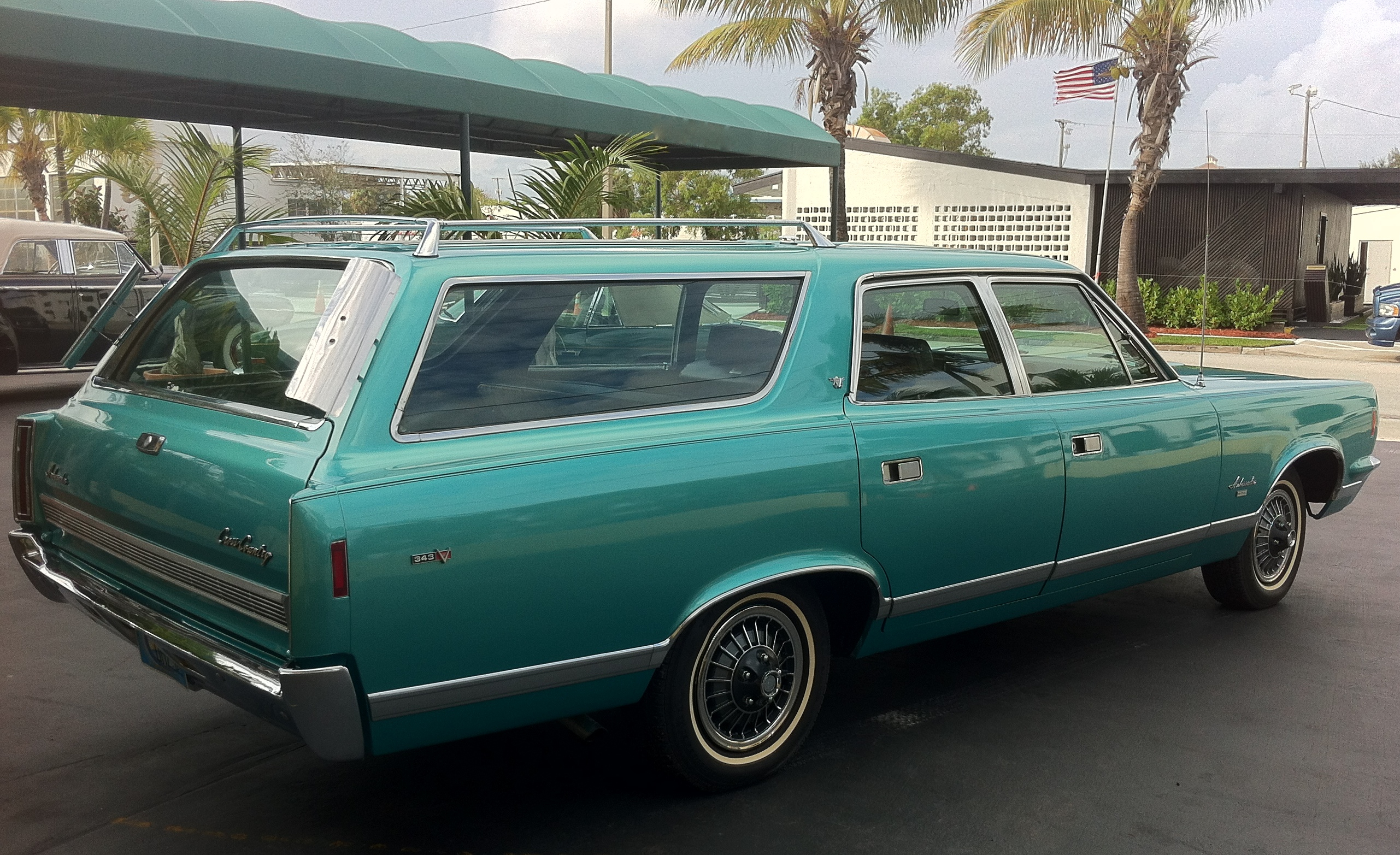
AMC Ambassador II Kombi

AMC Ambassador II został zaprezentowany po raz pierwszy w 1967 roku.
Druga generacja modelu Ambassador została tym razem opracowana już od początku pod marką AMC jako obszernie zmodernizowana konstrukcja.
Samochód zyskał dłuższe, niższe i szersze nadwozie, które pod kątem stylistycznym stanowiło rozwinięcie stylistyki z poprzednika. Z przodu ponownie pojawiły się podwójne, pionowo umieszczone reflektory i duża, szeroka atrapa chłodnicy. Podobny motyw zastosowano tym razem także w tylnej części nadwozia.

### Silniki
- L6 3.8l
- V8 4.8l
- V8 5.6l
- V8 6.4l

## Trzecia generacja

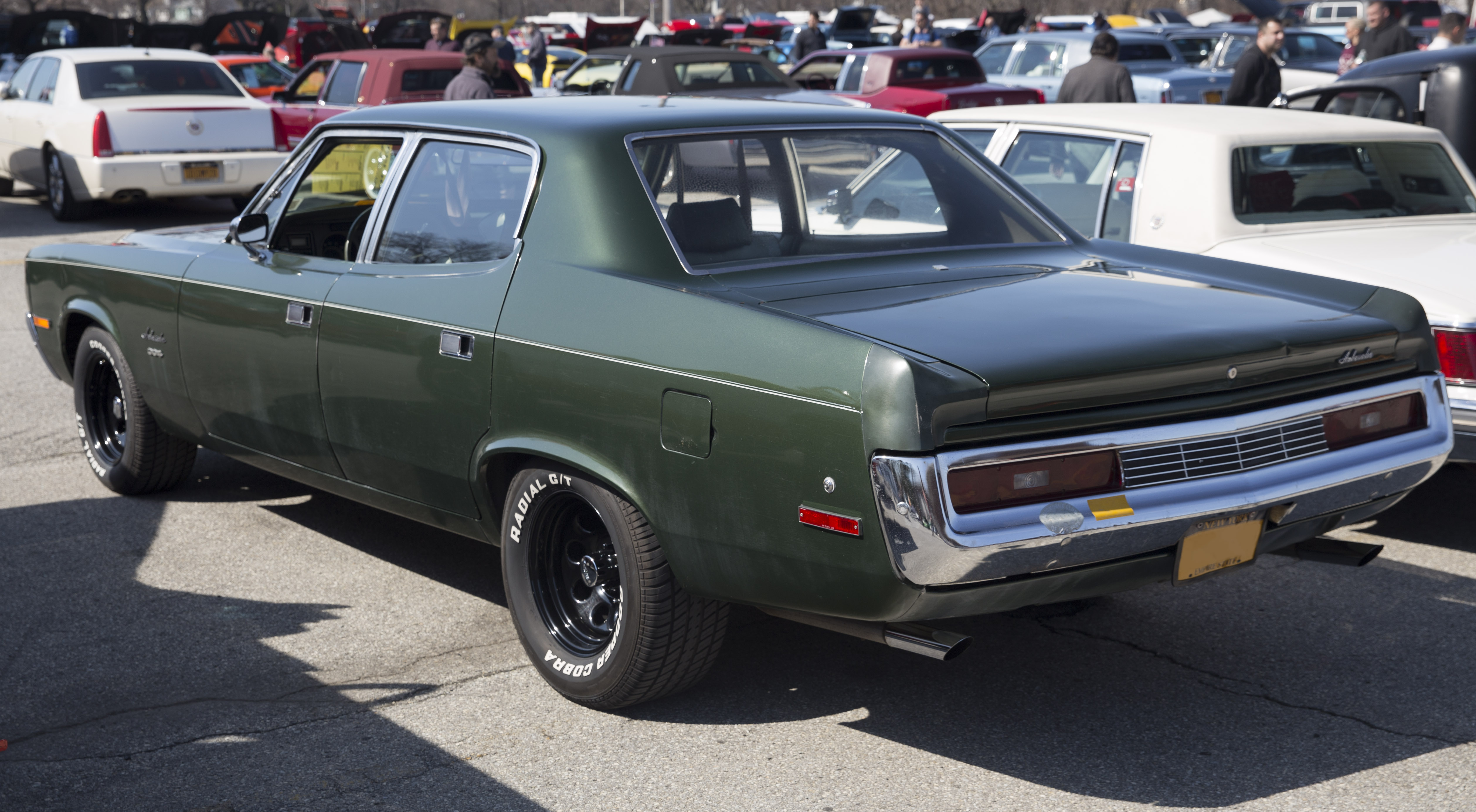
AMC Ambassador III - tył

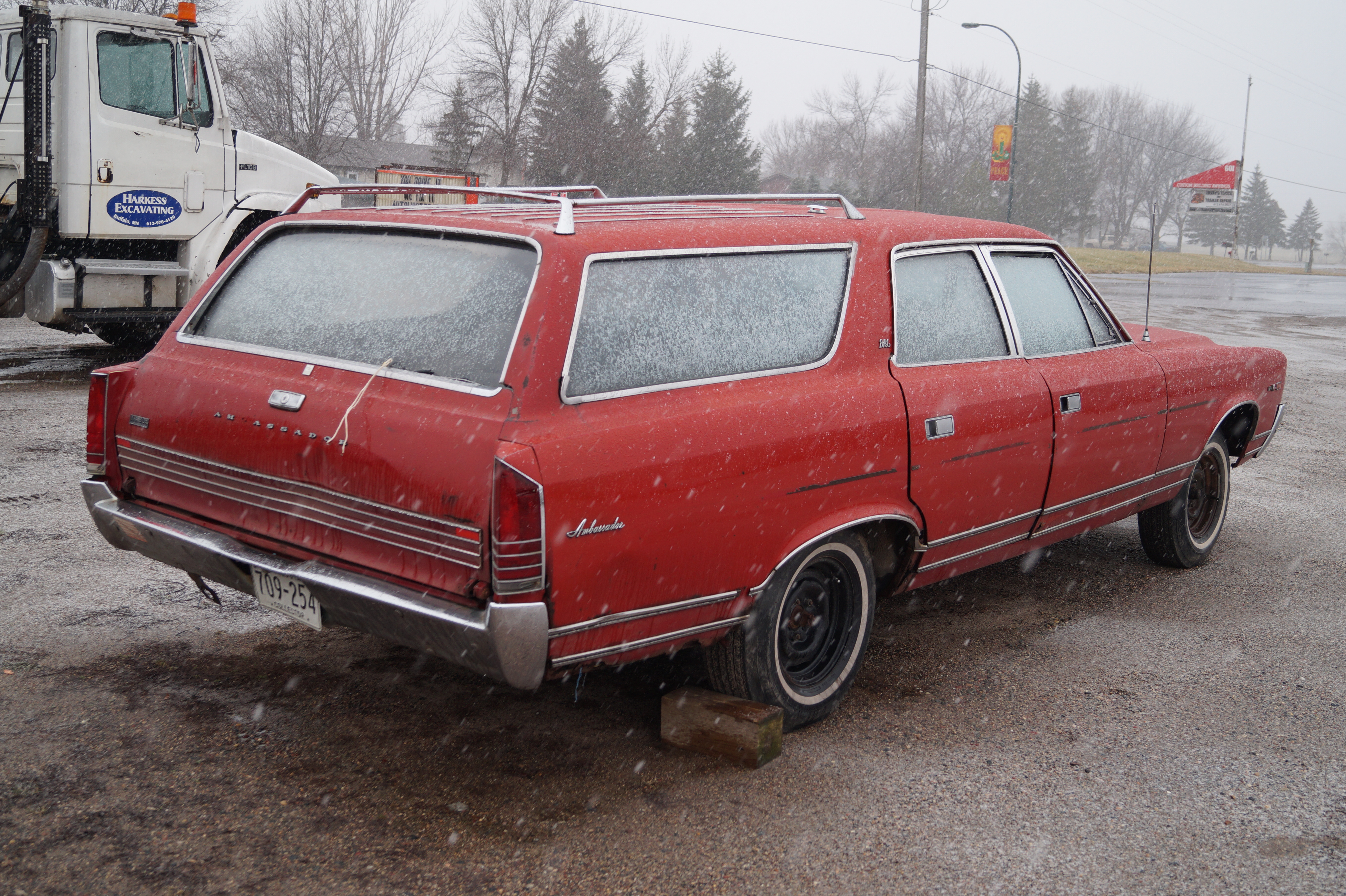
AMC Ambassador III Kombi

AMC Ambassador III został zaprezentowany po raz pierwszy w 1969 roku.
Trzecia generacja AMC Ambassadora przyniosła obszerne modyfikacje wizualne. Z przodu pojawiła się duża owalna atrapa chłodnicy dominująca pas przedni, która łączyła się ze zwężonym zderzakiem i wybrzuszoną maską.
Ponadto, pas przedni zdobiły podwójne okrągłe reflektory, z kolei tylną część nadwozia przyozdobiły wąskie, prostokątne lampy w jednym pasie z dużym, wykończonym chromem zderzakiem. Klamki zyskały kasetową formę, zyskując prostokątny kształt.

### Silniki
- L6 3.8l
- L6 4.2l
- V8 4.8l
- V8 5.0l
- V8 5.6l
- V8 5.9l
- V8 6.4l
- V8 6.9l

## Czwarta generacja

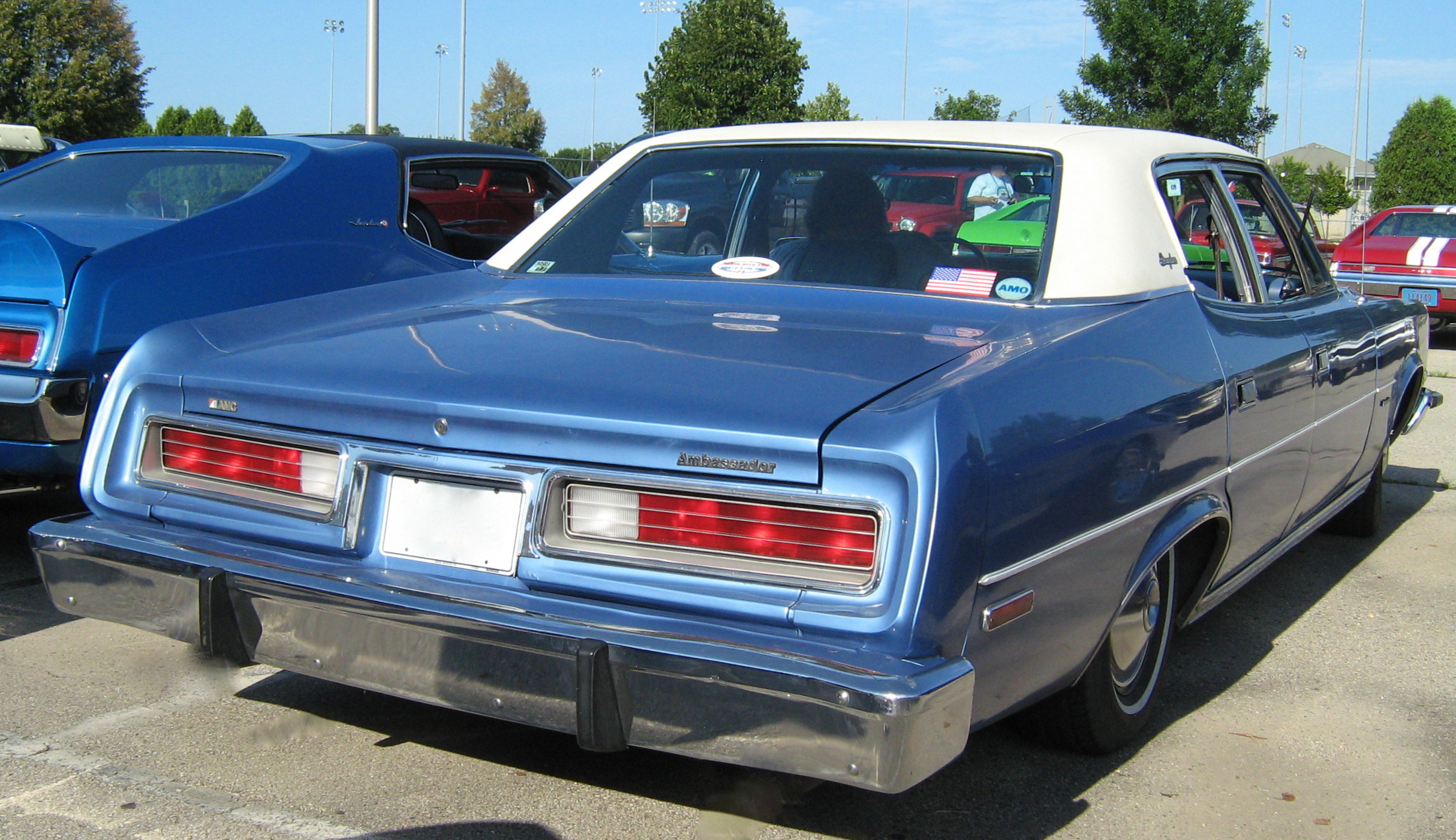
AMC Ambassador IV - tył

AMC Ambassador IV został zaprezentowany po raz pierwszy w 1973 roku.
Czwarta i ostatnia generacja Ambassadora przyniosła kolejne obszerne modyfikacje wizualne. Z przodu pojawiła się węższa, podłużna atrapa chłodnicy, która stanowiła jeden pas z podwójnymi, okrągłymi reflektorami umieszczonymi poziomo.
Tylna część nadwozia zyskała z kolei podłużne, prostokątne lampy stanowiące większą część szerokości nadwozia. W połowie dzieliło je wąskie wgłębienie na tablicę rejestracyjną.

### Silniki
- V8 5.0l
- V8 5.9l
- V8 6.6l